# Неявные воздействия (спектакль)
«Неявные воздействия» — российский спектакль, поставленный Всеволодом Лисовским в московском театре «Театр.doc». Премьера спектакля состоялась 26 июня 2016 года.
По мнению арт-обозревателя журнала Interview, спектакль являлся самым любопытным театральным экспериментом лета 2016 года. Газета «Ведомости» назвала спектакль «самым радикальным театральным проектом московского сезона». Обозреватель портала batenka.ru назвал этот спектакль самой «панковской» постановкой «Театра.doc».

## О спектакле
- Тексты — И. Кант, М. Дурненков, Т. Манн, С. Давыдов, У. Фолкнер, Е. Гремина, Ж.-П. Сартр, М. Крапивина, Т. Тцара, К. Уварова, Г. В. Ф. Гегель, К. Толмазин, Б. Спиноза, Э. Асадов, Платон, Р. Рождественский, Г. Майринк, В. Гейзенберг, В. Сорокин, маркиз де Сад, А. Платонов, Г. Аполлинер и другие авторы.
- Режиссёр — Всеволод Лисовский.
- Актёры — Анастасия Слонина, Дарья Демидова, Марина Ганах, Марина Карлышева, Алина Пономарева, Людмила Корниенко, Ульяна Васькович, Сергей Фишер, Никита Щетинин, Василий Березин, Алексей Кокорин.
- Хореограф — Евгения Миляева.

Жанровая принадлежность спектакля наиболее близка к понятию «спектакль-променад». Сам режиссёр Всеволод Лисовский определяет жанр как «вождение обезьяны». Театральный обозреватель газеты «Коммерсантъ» отнёс «Неявные воздействия» к жанру иммерсивный театр.
«Неявные воздействия» — это спектакль, действие которого разворачивается в различных городских локациях. Станции метро, кабинки общественных уборных, площади и частные квартиры, торговые центры и заброшенные здания. Актеры и зрители в этом путешествии взаимодействуют на равных, превращаясь в полноценных соавторов режиссёра.
Зрители и актёры перемещаются по городу, следуя по постоянно изменяющемуся маршруту за режиссёром спектакля Всеволодом Лисовским, несущим флаг с изображением трубкозуба. Этот флаг с трубкозубом стал символом спектакля «Неявные воздействия».
Всеволод Лисовский поясняет: «Маршрут каждый раз будет разный, в формировании его самое деятельное участие будут принимать зрители. Если „точка старта“ известна, то „точка финиша“ каждый раз будет неожиданной как для зрителей так и для актёров. Актёры будут вооружены знанием определённого количества текстов и пониманием того, что в определённый момент от них могут потребовать исполнения определённого этюда, но дальше этого их осведомлённость не идёт. И ничья не идёт. Порядок и форма исполнения номеров будут определяться спонтанно, опять же при самом активном участии зрителей. Хотя в контексте этого путешествия разделение „актёр—зритель“ утрачивает значение. Правильнее говорить „участники“. Формы участия будет три. „Участники знающие текст“, „участники знающие, что присутствуют на чём-то типа спектакля“ и „участники, которые вообще ничего не понимают“. В последнюю категорию входят прохожие, пассажиры общественного транспорта, сотрудники бизнес-центров, посетители торгово-развлекательных центров, сотрудники полиции и ЧОПов и вообще все, кому не посчастливилось попасться нам на пути».
Несмотря на то, что уличные спектакли-променады носят сезонный характер и ориентированы на тёплое время года, комиссар «Театра.doc» Всеволод Лисовский вместе с актерами провёл несколько «Неявных воздействий» по зимней Москве.
В январе 2016 года состоялись показы спектакля «Неявные воздействия» в Санкт-Петербурге в Центре МАРС в рамках фестиваля «ГЛОБУС 2.0», который собрал на одной площадке такие коллективы как «Театр Post», «Театр 101», «Организмы», «Театр Особняк», проект фестиваля «Точка доступа», проект перформанс-платформы Уральской Индустриальной Биеннале и других. Во время одного из представлений полиция Санкт-Петербурга задержала режиссёра «Театра.doc» Всеволода Лисовского и актрису Людмилу Корниенко, восприняв как реальные угрозы самоубийства монолог актрисы на балконе Гостиного двора.

## Цитаты
- «Проект — эксперимент для смелых людей, которые готовы узнать новое о себе и о мире вокруг, попасть в непривычную обстановку и взять на себя ответственность за происходящее. Мы, так или иначе, неявное воздействуем друг на друга и на мир в целом. Мы хотим серьезно погрузиться в исследование этой темы и вовлечь зрителей в творческий процесс» — Всеволод Лисовский, 2016.
- «Московский спектакль „Неявные воздействия“ изначально задумывался как зальный, но все начало разрастаться, и мы вышли в город. Там штука вот в чем. Обычно театр поделен на зал и сцену. Сцена — это место, где вырабатывается месседж и тем или иным способом транслируется в зал. А в „Неявных воздействиях“ главное, что месседж не транслируется, он должен формироваться у каждого из зрителей. Это такая обоюдная эксплуатация. Тут месседжа нет, последовательность действий, высказываний и даже сам маршрут перемещений — случайность. За счет этого каждый из зрителей в результате получает что-то свое»[18] — Всеволод Лисовский, 2016.
- «Всеволод Лисовский, режиссёр-комиссар Театра. Doc, пять лет делает неявные спектакли. Это новость почти не осознанна театральным сообществом. Зачем делать театр, где не играют, не-театр? До Лисовского, как ни странно звучит, не-театром занимался Антонен Арто. Про „театр жестокости“ ясно одно — если умеючи вставить в театральную рамку историю любого человека, оно и выйдет жестоко. Найти себя, как говорит Клим, жесточайшая работа, а любое честное прикосновение к реальности может вызвать шок»[19] — Дмитрий Лисин, 2016.
- «Сегодня любой художественный радикализм — часть традиции, которая, как и дух, веет, где хочет. И анархический азарт „Неявных воздействий“ отчасти воскрешает принципы ситуационистского „дрейфа“ — одной из самых летучих, странных и вдохновляющих практик современного искусства» — Олег Зинцов, 2016.
- «Я вообще не люблю променады. Не люблю „Неявные воздействия“, мне кажется, что сама форма променад-театра — неудавшийся эксперимент. Но все равно участвую, не знаю почему. Сева убедил, сказал, что это опыт психогеографии по Ги Дебору. Не знаю, как Севе это удается каждый раз — просто обманывать толпы людей. (Смеётся.) Кто-то в каком-то комментарии в фейсбуке написал: „С кем вообще он общается, кому адресованы эти спектакли?“ Я недавно понял. Его спектакли адресованы инопланетянам. В этом, по-моему, и заключается его сила»[20] — Василий Березин, 2017.